# Barbara Kudrycka
Barbara Kudrycka, née Stelmaszyńska le 22 janvier 1956 à Kolno, est une femme politique polonaise, membre de la Plate-forme civique (PO). Elle est ministre de la Science entre 2007 et 2013.

## Biographie

### Formation et carrière
Elle est diplômée de droit de l'université de Varsovie. Membre du Parti ouvrier unifié polonais (PZPR) à partir de 1978, elle rejoint le syndicat Solidarność en 1980 et quitte le parti l'année suivante.
Elle occupe un poste de professeur de droit administratif et sciences de l'administration publique à l'université de Białystok à compter de 2003. Elle a également été rectrice adjointe de l'école supérieure d'administration publique de Białystok, dont elle prend la présidence en 2007.

### Vie politique

#### Les débuts
Elle adhère en 2004 au parti libéral de la Plate-forme civique (PO). Aux élections européennes du 13 juin, elle est investie tête de liste dans la circonscription d'Olsztyn. Elle y remporte 50 129 votes préférentiels et assure ainsi son élection au Parlement européen. Elle siège au groupe du Parti populaire européen et des Démocrates européens (PPE-DE) et à la commission des Libertés civiles, de la Justice et des Affaires intérieures.

#### Ministre de la Science
Le 16 novembre 2007, Barbara Kudrycka est nommée ministre de la Science et de l'Enseignement supérieur dans le premier gouvernement de coalition du libéral Donald Tusk. La veille, elle avait remis sa démission de son mandat parlementaire européen.
Pour les élections législatives du 9 octobre 2011, elle est placée en tête de la liste de la PO dans la circonscription de Białystok. Elle y totalise 41 047 suffrages de préférence, ce qui assure son élection à la Diète, puis est reconduite dans le gouvernement Tusk II le 18 novembre.

#### Retour au Parlement européen
Elle est relevée de ses fonctions au profit de Lena Kolarska-Bobińska lors du remaniement ministériel du 27 novembre 2013. Elle est ensuite réinvestie tête de liste dans la circonscription d'Olsztyn en vue des élections européennes du 25 mai 2014. Le jour de l'élection, elle engrange 61 418 voix préférentielles et réussit alors son retour au Parlement européen. Elle démissionne de la Diète deux jours plus tard.
Elle prend ses fonctions le 1er juillet, retrouvant le groupe du Parti populaire européen (PPE) et la commission des Libertés civiles, de la Justice et des Affaires intérieures, dont elle devient vice-présidente.